# Museum (pel·lícula de 2016)
Museum (ミュージアム, Myūjiamu) és un thriller de terror criminal japonès del 2016 co-escrit i dirigit per Keishi Ōtomo i basat en el manga del mateix nom de Ryosuke Tomoe del 2013. Va ser llançat al Japó per Warner Bros. Pictures el 12 de novembre de 2016.

## Argument
El recentment divorciat i miserable detectiu Hisashi Sawamura (Shun Oguri) i el seu ingenu soci novell Nishino (Shuhei Nomura) busquen un assassí en sèrie de Tòquio anomenat Sanae Kirishima (Satoshi Tsumabuki), que porta un vestit de granota gegant de dibuixos animats.

## Repartiment
- Shun Oguri com el detectiu Hisashi Sawamura
- Satoshi Tsumabuki com a Sanae Kirishima, l'assassí en sèrie que porta un vestit de granota de dibuixos animats
- Machiko Ono com a Haruka Sawamura
- Shūhei Nomura com a Junichi Nishino
- Tomomi Maruyama com a Tsuyoshi Sugawara
- Tomoko Tabata com a Kayo Akiyama
- Mikako Ichikawa com a Mikie Tachibana
- Masatō Ibu com a Toshio Okabe
- Yutaka Matsushige com a Kozo Sekihata
- Nao Ōmori com el pare d'Hisashi

## Recepció
Segons Hollywood Reporter, malgrat la conclusió feble i poc convincent, la pel·lícula aconsegueix mantenir l'espectador de l'"exagerat xoc" tremolant de tensió i horror. Es mostra un Tòquio fosc i plujós, amb llums de neó i interiors impenetrables. La pel·lícula mostra alguns préstecs de Seven de David Fincher, però els elements que recorden la plantilla del manga creen una distància de les pel·lícules de gènere western i la realitat.